# Manuel José Leonardo Arce Leal
Pour les articles homonymes, voir Manuel José Arce et Arce.
Manuel José Leonardo Arce Leal est né dans la ville de Guatemala en 1935. Poète et dramaturge, il est considéré comme un des écrivains guatémaltèques les plus importants de la seconde moitié du XXe siècle. 
Dans les années 1980, il dut abandonner le Guatemala pour des raisons politiques, à la suite des menaces du régime de Romeo Lucas García. Il s'établit en France dans différentes villes, et termina sa vie à Albi, où il travailla comme directeur d'un centre culturel. Une des salles du théâtre l'Athanor, Scène Nationale d'Albi porte son nom ("salle Arcé"). Il est mort le 22 septembre 1985 à Albi en France. Il descend des mêmes ancêtres que l'acteur de théâtre et cinéma ainsi que costumier Raoul Fernandez habitant à Paris. 

## Poésie
- En el nombre del Padre, 1955
- De la posible aurora [Sonetos a mi esposa], 1957
- Cantos en vida, 1960
- Eternauta: cantos de un mar, 1962
- Los episodios del vagón de carga (anti-pop-emas), 1971
- Palabras alusivas al acto y otros poemas con el tema del amor, 1953-1978, 1978
- Poemas póstumos, 1987

## Divers
- Diario de un escribiente Tomo 1, 1979
- Diario de un escribiente Tomo 2, 1987
- De una ciudad y otros asuntos: crónica fidedigna, 1992

## Théâtre
- Delito condena y ejecución de una gallina y otras piezas de teatro grotesco, 1971
- Diálogo del gordo y el flaco con una rocola.
- El gato que murió de histeria.
- Compermiso.
- Sebastián sale de compras.
- Torotumbo (adaptación d'un roman de Miguel Angel Asturias).